# Bohumír Vitásek
Bohumír Vitásek (* 9. října 1947 Opava) je český římskokatolický kněz, prezident Arcidiecézní charity Olomouc.
Kněžské svěcení přijal 28. června 1980 v Olomouci. Od roku 1993 je kanovníkem olomoucké kapituly, kde zastává úřad probošta (2007) a penitenciáře (2012). V roce 2016 jej papež František jmenoval kaplanem Jeho Svatosti.
Od roku 2010 zastává funkci prezidenta Arcidiecézní charity Olomouc a biskupského delegáta pro pastoraci nemocných. Je členem pastorační rady Arcibiskupství olomouckého a Rady ČBK pro zdravotnictví.